# Головко Владислав Федорович
Головко́ Владислав Федорович (нар. 5 травня 1939, с. Червоний Оскіл, Ізюмський район, Харківська область) — український науковець у галузі залізничного транспорту. Сфера інтересів — теоретичні розрахунки забезпечення якості енергетичних установок тягового рухомого складу при експлуатації.

## Біографія
- 1967 — закінчив Харківський інститут залізничного транспорту;
- 1973 — працює в своїй альма-матер;
- 1997 — захистив дисертацію доктора технічних наук;
- 1998 — обіймає посаду завідувача кафедрою «Вагони» ХарДАЗТ;
- 2001 — професор Української державної академії залізничного транспорту.

## Праці
- Расчет локомотивных энергетических установок на эксплуатационных режимах: Учебное пособие. Х., 1990(рос.)
- Перспективи застосування мікропроцесорної системи автоматичного регулювання // Збірник наукових праць Харківської академії залізничного транспорту. Х., 1998. Вип. 27;
- Сучасні уніфіковані системи енергозабезпечення пасажирських вагонів: Навчальний посібник. Х., 2000;
- Енергетичне обладнання рухомого складу залізниць: Навчальний посібник. Х., 2002.